# 小行星列表/116101-116200
| 名稱                        | 臨時編號   | 發現日期       | 發現地點     | 發現者                         |
| --------------------------- | ---------- | -------------- | ------------ | ------------------------------ |
| 小行星116101                | 2003 WM131 | 2003年11月21日 | 帕洛马山     | 近地小行星追踪                 |
| 小行星116102                | 2003 WL132 | 2003年11月19日 | 基特峰       | 太空监视                       |
| 小行星116103                | 2003 WT132 | 2003年11月21日 | 索科罗       | 林肯近地小行星研究小组         |
| 小行星116104                | 2003 WB133 | 2003年11月21日 | 索科罗       | 林肯近地小行星研究小组         |
| 小行星116105                | 2003 WZ133 | 2003年11月21日 | 索科罗       | 林肯近地小行星研究小组         |
| 小行星116106                | 2003 WC134 | 2003年11月21日 | 索科罗       | 林肯近地小行星研究小组         |
| 小行星116107                | 2003 WE134 | 2003年11月21日 | 索科罗       | 林肯近地小行星研究小组         |
| 小行星116108                | 2003 WR134 | 2003年11月21日 | 索科罗       | 林肯近地小行星研究小组         |
| 小行星116109                | 2003 WT134 | 2003年11月21日 | 索科罗       | 林肯近地小行星研究小组         |
| 小行星116110                | 2003 WV134 | 2003年11月21日 | 索科罗       | 林肯近地小行星研究小组         |
| 小行星116111                | 2003 WD135 | 2003年11月21日 | 索科罗       | 林肯近地小行星研究小组         |
| 小行星116112                | 2003 WH135 | 2003年11月21日 | 索科罗       | 林肯近地小行星研究小组         |
| 小行星116113                | 2003 WW135 | 2003年11月21日 | 索科罗       | 林肯近地小行星研究小组         |
| 小行星116114                | 2003 WZ135 | 2003年11月21日 | 索科罗       | 林肯近地小行星研究小组         |
| 小行星116115                | 2003 WL136 | 2003年11月21日 | 索科罗       | 林肯近地小行星研究小组         |
| 小行星116116                | 2003 WY136 | 2003年11月21日 | 索科罗       | 林肯近地小行星研究小组         |
| 小行星116117                | 2003 WG137 | 2003年11月21日 | 索科罗       | 林肯近地小行星研究小组         |
| 小行星116118                | 2003 WH137 | 2003年11月21日 | 索科罗       | 林肯近地小行星研究小组         |
| 小行星116119                | 2003 WU137 | 2003年11月21日 | 索科罗       | 林肯近地小行星研究小组         |
| 小行星116120                | 2003 WP138 | 2003年11月21日 | 索科罗       | 林肯近地小行星研究小组         |
| 小行星116121                | 2003 WU138 | 2003年11月21日 | 索科罗       | 林肯近地小行星研究小组         |
| 小行星116122                | 2003 WD139 | 2003年11月21日 | 索科罗       | 林肯近地小行星研究小组         |
| 小行星116123                | 2003 WL139 | 2003年11月21日 | 索科罗       | 林肯近地小行星研究小组         |
| 小行星116124                | 2003 WU139 | 2003年11月21日 | 索科罗       | 林肯近地小行星研究小组         |
| 小行星116125                | 2003 WY139 | 2003年11月21日 | 索科罗       | 林肯近地小行星研究小组         |
| 小行星116126                | 2003 WA140 | 2003年11月21日 | 索科罗       | 林肯近地小行星研究小组         |
| 小行星116127                | 2003 WL140 | 2003年11月21日 | 索科罗       | 林肯近地小行星研究小组         |
| 小行星116128                | 2003 WN140 | 2003年11月21日 | 索科罗       | 林肯近地小行星研究小组         |
| 小行星116129                | 2003 WO140 | 2003年11月21日 | 索科罗       | 林肯近地小行星研究小组         |
| 小行星116130                | 2003 WB141 | 2003年11月21日 | 索科罗       | 林肯近地小行星研究小组         |
| 小行星116131                | 2003 WS141 | 2003年11月21日 | 索科罗       | 林肯近地小行星研究小组         |
| 小行星116132                | 2003 WA142 | 2003年11月21日 | 索科罗       | 林肯近地小行星研究小组         |
| 小行星116133                | 2003 WO142 | 2003年11月21日 | 索科罗       | 林肯近地小行星研究小组         |
| 小行星116134                | 2003 WZ142 | 2003年11月23日 | 索科罗       | 林肯近地小行星研究小组         |
| 小行星116135                | 2003 WC144 | 2003年11月21日 | 索科罗       | 林肯近地小行星研究小组         |
| 小行星116136                | 2003 WH144 | 2003年11月21日 | 索科罗       | 林肯近地小行星研究小组         |
| 小行星116137                | 2003 WC145 | 2003年11月21日 | 索科罗       | 林肯近地小行星研究小组         |
| 小行星116138                | 2003 WK145 | 2003年11月21日 | 索科罗       | 林肯近地小行星研究小组         |
| 小行星116139                | 2003 WA146 | 2003年11月21日 | 索科罗       | 林肯近地小行星研究小组         |
| 小行星116140                | 2003 WP146 | 2003年11月23日 | 卡特林那     | 卡特林那巡天系统               |
| 小行星116141                | 2003 WA149 | 2003年11月24日 | 索科罗       | 林肯近地小行星研究小组         |
| 小行星116142                | 2003 WA150 | 2003年11月24日 | 可可尼诺县   | 洛厄尔天文台近地小行星搜寻计划 |
| 小行星116143                | 2003 WO152 | 2003年11月25日 | Kingsnake    | J. V. McClusky                 |
| 小行星116144                | 2003 WM153 | 2003年11月26日 | 可可尼诺县   | 洛厄尔天文台近地小行星搜寻计划 |
| 小行星116145                | 2003 WA156 | 2003年11月29日 | 基特峰       | 太空监视                       |
| 小行星116146                | 2003 WJ156 | 2003年11月29日 | 索科罗       | 林肯近地小行星研究小组         |
| 小行星116147                | 2003 WM157 | 2003年11月18日 | 基特峰       | 太空监视                       |
| 小行星116148                | 2003 WN157 | 2003年11月19日 | 可可尼诺县   | 洛厄尔天文台近地小行星搜寻计划 |
| 小行星116149                | 2003 WU158 | 2003年11月29日 | Needville    | Needville                      |
| 小行星116150                | 2003 WD163 | 2003年11月30日 | 索科罗       | 林肯近地小行星研究小组         |
| 小行星116151                | 2003 WR164 | 2003年11月30日 | 基特峰       | 太空监视                       |
| 小行星116152                | 2003 WX165 | 2003年11月30日 | 基特峰       | 太空监视                       |
| 小行星116153                | 2003 WO166 | 2003年11月18日 | 可可尼诺县   | 洛厄尔天文台近地小行星搜寻计划 |
| 小行星116154                | 2003 WA168 | 2003年11月19日 | 帕洛马山     | 近地小行星追踪                 |
| 小行星116155                | 2003 WW168 | 2003年11月19日 | 帕洛马山     | 近地小行星追踪                 |
| 小行星116156                | 2003 WS170 | 2003年11月21日 | 卡特林那     | 卡特林那巡天系统               |
| 小行星116157                | 2003 WC171 | 2003年11月21日 | 帕洛马山     | 近地小行星追踪                 |
| 小行星116158                | 2003 WU171 | 2003年11月29日 | 索科罗       | 林肯近地小行星研究小组         |
| 小行星116159                | 2003 WZ171 | 2003年11月29日 | 索科罗       | 林肯近地小行星研究小组         |
| 小行星116160                | 2003 WK176 | 2003年11月19日 | 索科罗       | 林肯近地小行星研究小组         |
| 小行星116161                | 2003 WS176 | 2003年11月19日 | 基特峰       | 太空监视                       |
| 小行星116162Sidneygutierrez | 2003 WL181 | 2003年11月20日 | 基特峰       | 马克·W·布伊                    |
| 小行星116163                | 2003 WW181 | 2003年11月21日 | 索科罗       | 林肯近地小行星研究小组         |
| 小行星116164                | 2003 WD190 | 2003年11月24日 | 索科罗       | 林肯近地小行星研究小组         |
| 小行星116165                | 2003 WU190 | 2003年11月20日 | 帕洛马山     | 近地小行星追踪                 |
| 小行星116166Andrémaeder     | 2003 XJ    | 2003年12月3日  | 拉西拉天文台 | R. Gauderon、R. Behrend        |
| 小行星116167                | 2003 XG1   | 2003年12月1日  | 索科罗       | 林肯近地小行星研究小组         |
| 小行星116168                | 2003 XR1   | 2003年12月1日  | 基特峰       | 太空监视                       |
| 小行星116169                | 2003 XL2   | 2003年12月1日  | 索科罗       | 林肯近地小行星研究小组         |
| 小行星116170                | 2003 XW2   | 2003年12月1日  | 索科罗       | 林肯近地小行星研究小组         |
| 小行星116171                | 2003 XX2   | 2003年12月1日  | 索科罗       | 林肯近地小行星研究小组         |
| 小行星116172                | 2003 XE3   | 2003年12月1日  | 索科罗       | 林肯近地小行星研究小组         |
| 小行星116173                | 2003 XF3   | 2003年12月1日  | 索科罗       | 林肯近地小行星研究小组         |
| 小行星116174                | 2003 XR3   | 2003年12月1日  | 索科罗       | 林肯近地小行星研究小组         |
| 小行星116175                | 2003 XZ3   | 2003年12月1日  | 索科罗       | 林肯近地小行星研究小组         |
| 小行星116176                | 2003 XC4   | 2003年12月1日  | 索科罗       | 林肯近地小行星研究小组         |
| 小行星116177                | 2003 XN4   | 2003年12月1日  | 索科罗       | 林肯近地小行星研究小组         |
| 小行星116178                | 2003 XP4   | 2003年12月1日  | 索科罗       | 林肯近地小行星研究小组         |
| 小行星116179                | 2003 XU4   | 2003年12月1日  | 索科罗       | 林肯近地小行星研究小组         |
| 小行星116180                | 2003 XW4   | 2003年12月1日  | 基特峰       | 太空监视                       |
| 小行星116181                | 2003 XB5   | 2003年12月1日  | 卡特林那     | 卡特林那巡天系统               |
| 小行星116182                | 2003 XQ5   | 2003年12月3日  | 可可尼诺县   | 洛厄尔天文台近地小行星搜寻计划 |
| 小行星116183                | 2003 XD6   | 2003年12月3日  | 索科罗       | 林肯近地小行星研究小组         |
| 小行星116184                | 2003 XH6   | 2003年12月3日  | 索科罗       | 林肯近地小行星研究小组         |
| 小行星116185                | 2003 XK6   | 2003年12月3日  | 索科罗       | 林肯近地小行星研究小组         |
| 小行星116186                | 2003 XZ7   | 2003年12月3日  | 索科罗       | 林肯近地小行星研究小组         |
| 小行星116187                | 2003 XG8   | 2003年12月4日  | 索科罗       | 林肯近地小行星研究小组         |
| 小行星116188                | 2003 XE9   | 2003年12月4日  | 索科罗       | 林肯近地小行星研究小组         |
| 小行星116189                | 2003 XL9   | 2003年12月4日  | 索科罗       | 林肯近地小行星研究小组         |
| 小行星116190                | 2003 XS9   | 2003年12月4日  | 索科罗       | 林肯近地小行星研究小组         |
| 小行星116191                | 2003 XG10  | 2003年12月4日  | 索科罗       | 林肯近地小行星研究小组         |
| 小行星116192                | 2003 XS10  | 2003年12月10日 | 諾加利斯     | Tenagra II                     |
| 小行星116193                | 2003 XK11  | 2003年12月12日 | 帕洛马山     | 近地小行星追踪                 |
| 小行星116194                | 2003 XV11  | 2003年12月13日 | 索科罗       | 林肯近地小行星研究小组         |
| 小行星116195                | 2003 XY11  | 2003年12月13日 | 索科罗       | 林肯近地小行星研究小组         |
| 小行星116196                | 2003 XD13  | 2003年12月14日 | 基特峰       | 太空监视                       |
| 小行星116197                | 2003 XC14  | 2003年12月15日 | 索科罗       | 林肯近地小行星研究小组         |
| 小行星116198                | 2003 XJ14  | 2003年12月15日 | 索科罗       | 林肯近地小行星研究小组         |
| 小行星116199                | 2003 XN14  | 2003年12月1日  | 索科罗       | 林肯近地小行星研究小组         |
| 小行星116200                | 2003 XY14  | 2003年12月15日 | 索科罗       | 林肯近地小行星研究小组         |